# Cantone di Saint-Georges-de-Mons
Il Cantone di Saint-Georges-de-Mons è una divisione amministrativa dell'Arrondissement di Riom.
È stato costituito a seguito della riforma approvata con decreto del 21 febbraio 2014, che ha avuto attuazione dopo le elezioni dipartimentali del 2015.

## Composizione
Comprende i seguenti 28 comuni:
- Les Ancizes-Comps
- Beauregard-Vendon
- Blot-l'Église
- Champs
- Charbonnières-les-Vieilles
- Combronde
- Davayat
- Gimeaux
- Jozerand
- Lisseuil
- Loubeyrat
- Manzat
- Marcillat
- Montcel
- Pouzol
- Prompsat
- Queuille
- Saint-Angel
- Saint-Gal-sur-Sioule
- Saint-Georges-de-Mons
- Saint-Hilaire-la-Croix
- Saint-Myon
- Saint-Pardoux
- Saint-Quintin-sur-Sioule
- Saint-Rémy-de-Blot
- Teilhède
- Vitrac
- Yssac-la-Tourette